# Christian Mayer (jésuite)
Pour les articles homonymes, voir Christian Mayer et Mayer.
Christian Mayer, né le 20 août 1719 à Mödritz (République tchèque) et décédé le 16 avril 1783 à Heidelberg (Allemagne), était un prêtre jésuite morave, astronome, philosophe et physicien. Le cratère C. Mayer sur la Lune porte son nom.

## Biographie
Né le 20 août 1719 à Mödritz dans le Margraviat de Moravie (aujourd'hui Tchéquie) Christian Mayer fait des études de théologie à Wurtzbourg avant d'entrer - déjà ordonné prêtre - au noviciat de la Compagnie de Jésus le 26 septembre 1745. Sa formation spirituelle et académique terminée il enseigne les sciences humaines, la physique et la philosophie à Aschaffenburg (1748-1753). Il fut professeur de physique expérimentale et de mathématiques au collège de Heidelberg jusqu’à la suppression de la Compagnie de Jésus en 1773.
Mayer contribua dans le domaine des mathématiques. Cependant il est passé dans l'histoire surtout en tant qu’astronome. L’électeur palatin Karl Teodor, grand amateur de science et de lettres, lui construisit (1762) un observatoire à Schwetzingen, sa résidence d’été, et quelques années plus tard, un autre - beaucoup plus grand - à Mannheim, alors capitale du Palatinat. Le premier était équipé des meilleurs instruments de l’époque, importés d’Angleterre. Joseph J. Lalande, le trouva extrêmement intéressant pour sa grande hauteur, son excellent télescope méridien 'Ramsden' et un cénital fabriqué par Sisson.
Le père Christian Mayer est surtout connu pour avoir été un des premiers à étudier les étoiles binaires, bien que son équipement soit inadapté pour distinguer entre de vraies binaires et un alignement d'étoiles fortuit. En 1777-78, il compila un catalogue de 80 étoiles doubles, qu'il publia en 1781.

## Publications
- Pantometrum Pacechianum, seu instrumentum novum pro elicienda ex una statione distantia loci inaccessi, 1762, Mannheim.
- Basis Palatina, 1763, Mannheim.
- Expositio de transitu Veneris, 1769, St. Petersburg.
- Nouvelle méthode pour lever en peu de temps et à peu de frais une carte générale et exacte de toute la Russie, 1770, St. Petersburg.
- Gründliche Vertheidigung neuer Beubachtungen von Fixstern-trabanten welche zu Mannheim auf der kurfürstl. Sternwarte endecket wordern sind, 1778, Mannheim.